# Vasa (vaixell)
El Vasa (conegut també com a Wasa, Wasan o Wasen) va ser un vaixell de guerra suec construït per ordres del rei Gustau II Adolf de Suècia, de la casa Vasa, entre 1626 i 1628. El Vasa va naufragar en el seu viatge inaugural, el diumenge 10 d'agost de 1628, al port d'Estocolm. El vaixell va ser rescatat el 24 d'abril de 1961 i es troba exposat al museu homònim a Estocolm.

## Context Històric
A inicis dels anys 1620, la protestant Suècia es troba en guerra amb la catòlica Polònia dins el conflicte de la Guerra dels Trenta Anys. El rei de Suècia des de 1611 és Gustau II Adolf que està transformant el país en una potència mundial gràcies a la dominació del Bàltic; però té problemes en les males condicions en què es troben les naus reials.

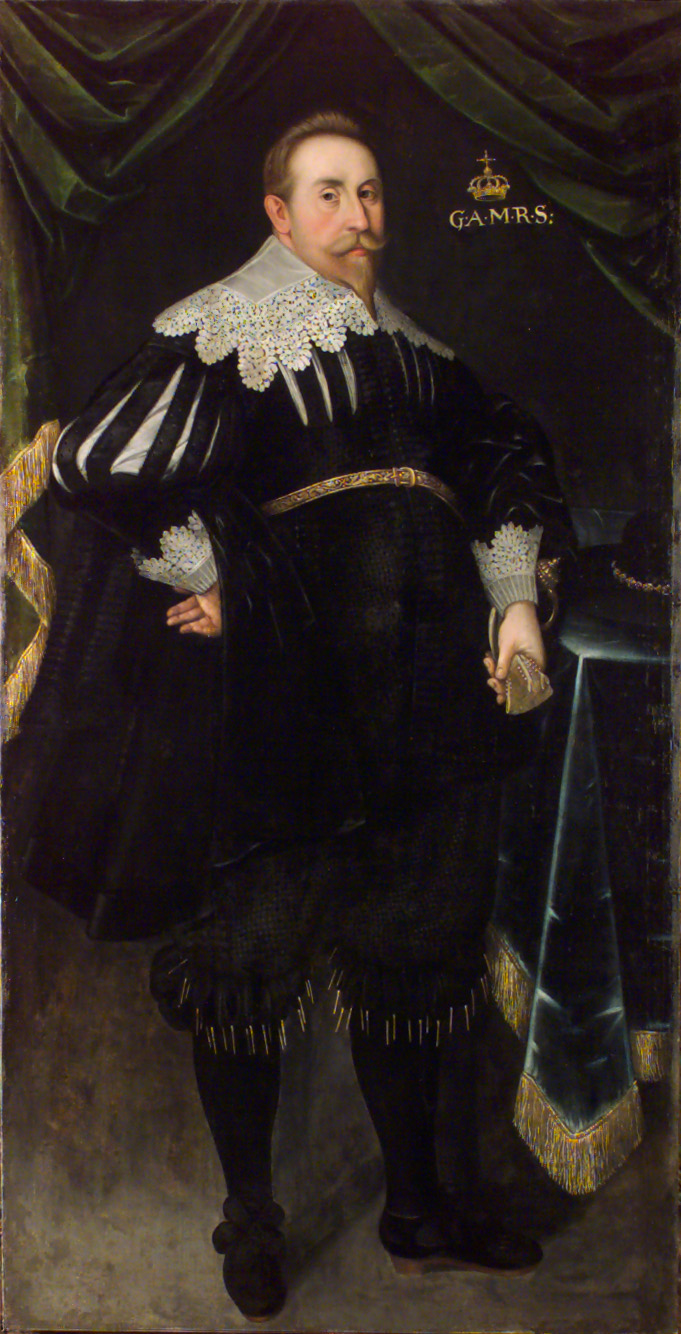
Gustau II Adolf, rei de Suècia, 1611-32, pintat per Jakob Elbfas C. 1630.

L'any 1625 el rei mana construir quatre naus, dues de grans (135 peus d'eslora) i dues de menors (108 peus). Després de començar a construir els vaixells, el rei decideix transformar un dels vaixells grans en el vaixell dels seus somnis navals, aquest rebrà el nom de Vasa, en homenatge a la dinastia reial.

## Construcció
L'any 1625 es talen mil roures per construir el Vasa. Els fusters treballen a temps a Sörmland amb plantilles per als diferents detalls i escollint els arbres. Els arbres es van tallant i són traslladats a Skeppsgarden (avui Blasieholmen).
La nau comença a construir-se el gener de 1626 per un equip de fusters, escultors, pintors, vidriers, mestres velers i ferrers dirigits pel constructor naval holandes Henrik Hybertsson a la drassana d'Estocolm.
En aquella època no existien plànols i es va construir el vaixell a ull, perquè no n'existien de tan grans, i com si fos un vaixell amb dos ponts (un pont de canons); però aquest tenia tres ponts (dos de canons) i 64 canons de bronze.
El vaixell, acabat l'any 1628, era massa alt respecte a la seua amplada i amb el centre de gravetat excessivament alt; cosa que provocarà el seu enfonsament.

## Característiques tècniques
El galiot format per tres pals i deu veles; tres ponts amb 64 canons de bronze, 48 de 24 lliures, i 80 tones de pes.
Mesura 69 metres de proa a popa i 52 metres de la punta del pal major a la quilla, 30 dels quals pal i només 22 de panxa).

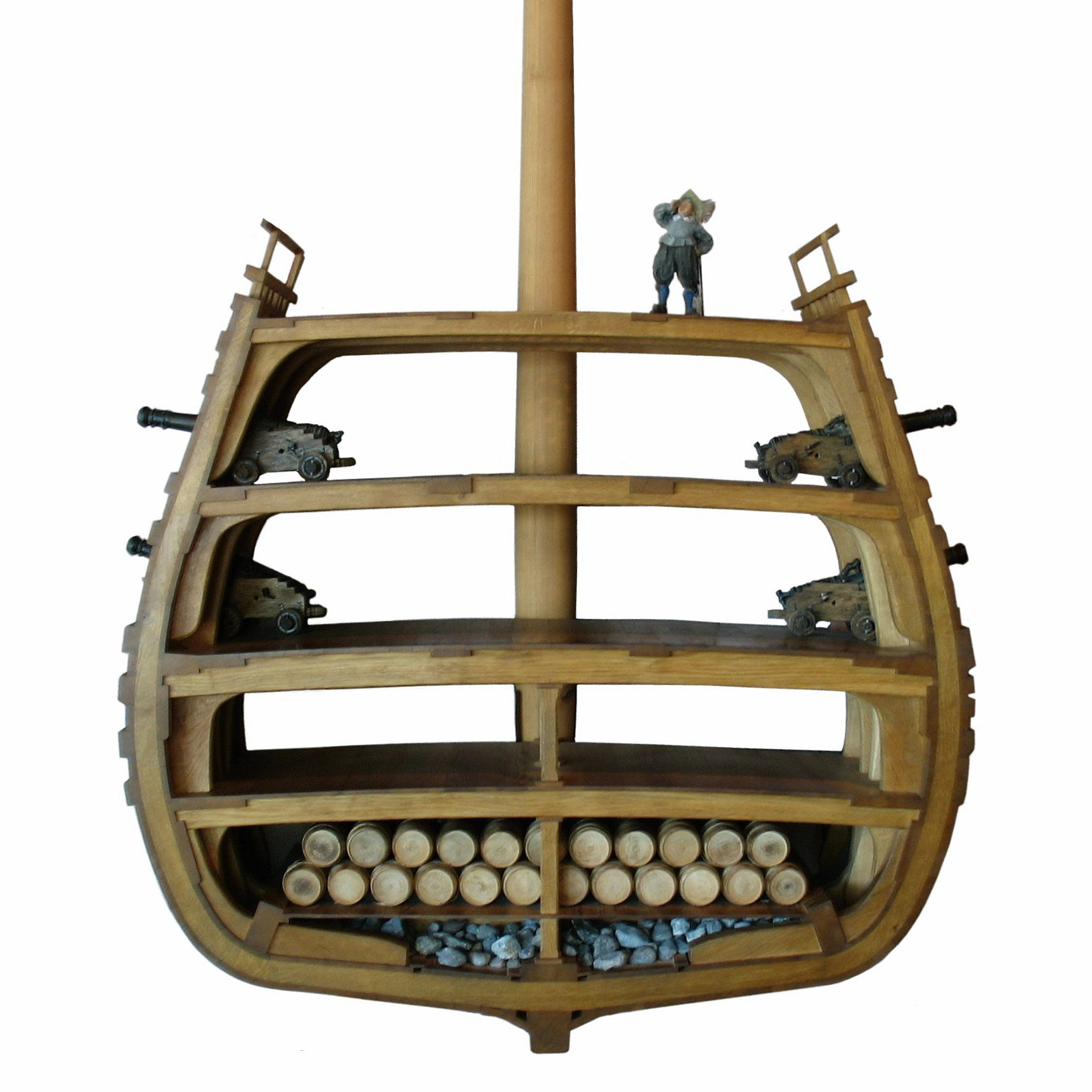
Un model que mostra la secció transversal del casc del Vasa, que il·lustra la quilla profunda i dues cobertes d'armes.

Pesa més de 1200 tones amb un volum de 700 m3 i una superfície velera de 1275 m².
A més, estava i està decorat amb més de 700 escultures policromades per representar el domini suec sobre el Bàltic.
La dotació total era de 150 tripulants i 300 soldats.

## Naufragi i causes de l'enfonsament
El 10 d'agost de 1628, amb el rei lluitant a Polònia, es fa a la mar el Vasa a la badia d'Estocolm. Es dispara la salutació amb trets de canó quan es desplaça per davant del port d'Estocolm, on es troben una gran quantitat d'espectadors, entre ells un gran nombre d'ambaixadors estrangers i alts oficials.

El centre d'Estocolm i els moviments de Vasa, des de les drassanes Skeppsgården al lloc de fondeig a prop de l'antic castell reial, on va ser instal·lat i armat a la primavera de 1628, i finalment el lloc on es va enfonsar.

Un minuts després i amb un sua vent, el vaixell s'escora; però la tripulació aconsegueix adreçar-lo.
Als pocs instants, el Vasa comença una altra vegada a escorar-se, però aquesta vegada l'aigua entra per les troneres del pont baix i s'enfonsa davant la mirada del sorprès públic. Dels 150 tripulant, entre 30 i 50 moren ofegats.
La causa principal del naufragi es troba en el punt de flotació elevat i això s'hi suma el gran nombre de canons i el defectes de construcció. En haver-hi més superfície a l'exterior de l'aigua que a dintre, fa que el vaixell s'escori fàcilment i si a més hi ha un excés de càrrega que es desplaça en el moment en què s'escora i les troneres del pont baix obertes i a la vora del mar, fa que el vaixell s'enfonsi ràpidament.

## Intents de recuperació i Recuperació
El 13 d'agost de 1628 s'intenta recuperar el Vasa, sense èxit.
L'any 1664 es recuperen uns 50 canons mitjançant una campana d'immersió. Poc després decau l'interès per les restes i s'oblida la ubicació.
L'any 1956 l'investigador aficionat Anders Franzén redescobreix la ubicació de la nau, a 30 metres de profunditat, cobert per argila, llim i restes del desenvolupament humà provinent de les aigües residuals, però que encara conservava tota l'estructura de fusta i fins i tot les veles.
La marina sueca envia un equip dirigit per Per Edvin Fülting en 1959 amb la missió de reflotar el Vasa. L'equip practica sis túnels sota la nau i amb dos pontons en superfície i de suport, aixequen les restes del vaixell en 16 etapes durant dos anys.
L'última de les etapes fou el 24 d'abril de 1961, quasi 333 anys després del naufragi.

## Principals problemes de conservació i solucions
-	Bacteris: recobrien tota l'estructura de fusta i l'havien perforat fins a 1 cm.
-	Òxids: provocat per l'oxidació dels més de 8000 cargols de ferro i les 850 bales de canó.
-	Aigua absorbida per la fusta: l'estructura estava saturada d'aigua, una part i mitja de 
líquid per una de fusta. Al contacte amb l'aire el Vasa podria sofrir un ràpid procés d'assecament i la destrucció de la fusta.
No hi havia experiència en recuperar del mar un vaixell sencer de 700 m³ y 1500 tones, però es va suplir amb imaginació. La conservació de l'estructura de la nau es va fer en tres fases:
Primera fase: 

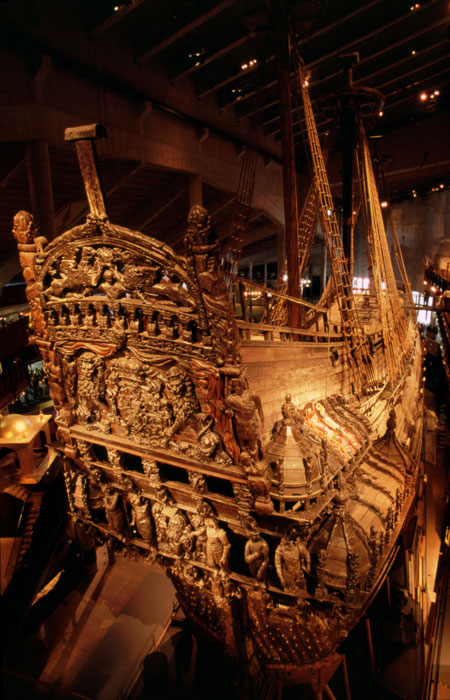
Escultures de la popa del Vasa.

El vaixell és ruixat constantment amb aigua de la badia per no assecar-se. També es canvien tots els cargols original per cargols de ferro galvanitzat i recoberts de plàstic.
Segona Fase:
S'aplica cada dia polietilenglicol (PEG), alcohol hidrosoluble que substitueix l'aigua de la fusta i forma una cera protectora. Aquesta fase dura 17 anys.
Tercera Fase:
Durant 9 anys s'aplica un mètode d'assecatge per congelació, extracció de l'aigua convertint-la de gel a gas directament.

## Exposició del Vasa
L'any 1990 s'exposa el Vasa en un museu amb el seu nom. A més a més, de la nau també s'exposen una gran quantitat dels 40.000 objectes recuperats, com 3 canons de bronze, 4000 monedes de coure o les 8 veles

## Nous problemes de conservació
A finals dels anys 90, la gran afluència de persones va provocar l'aparició a la nau de taques de sulfats; que amb un augment de la temperatura i la humitat podria transformar els sulfats en àcid sulfúric. Aquest problema fou solucionat amb la instal·lació d'un equip de control atmosfèric.
Tot i que el projecte ``Un futur per al Vasa´´, encara en estudi, hi ha una teoria que diu que el sulfat protegeix de l'oxidació a la fusta i al PEG.